# John Christian Schetky
John Christian Schetky, né le 11 août 1778 et mort le 29 janvier 1874, est un peintre de marine écossais. 

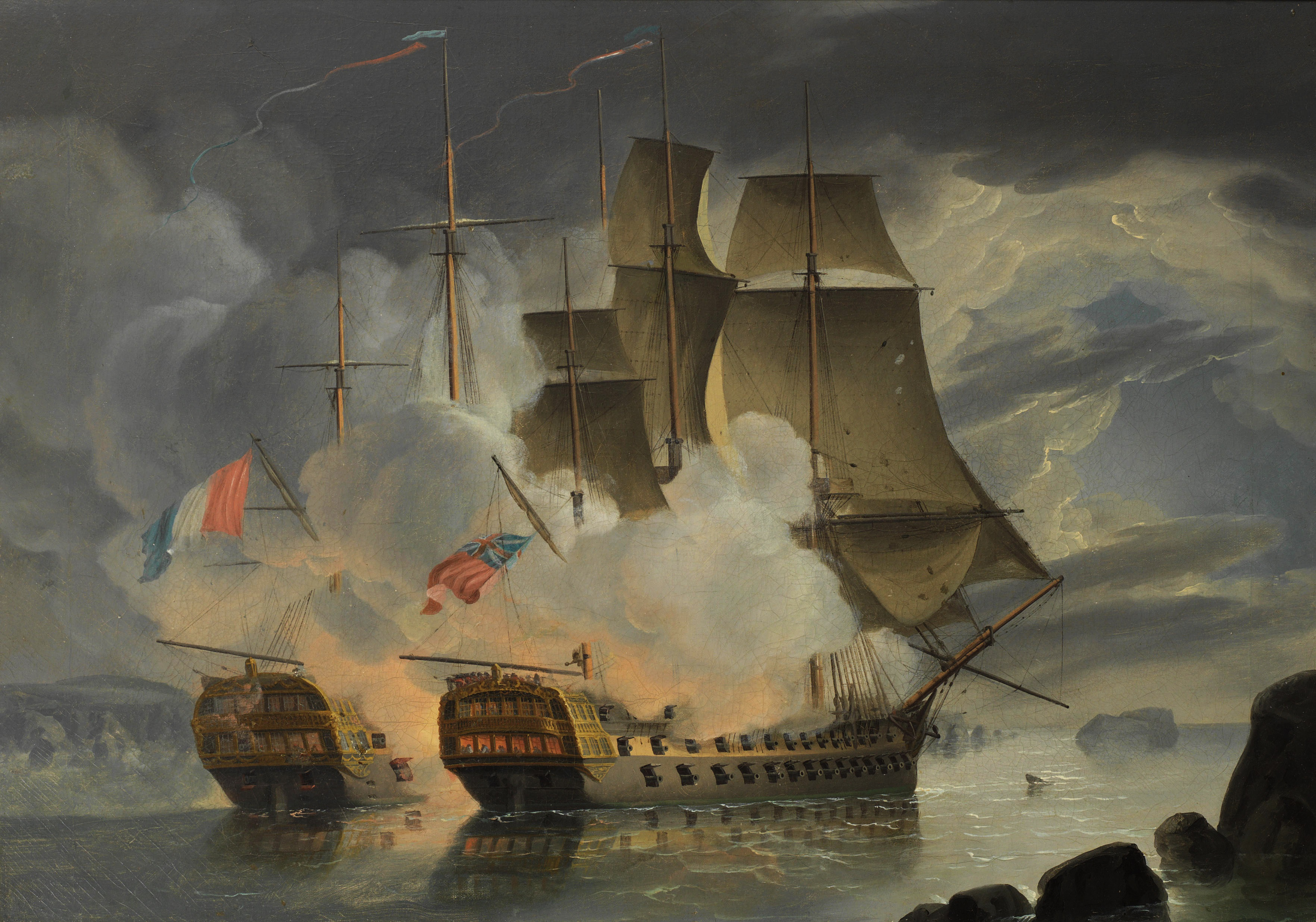
H.M.S. Mars and the French '74 Hercule off Brest, 21st April 1798
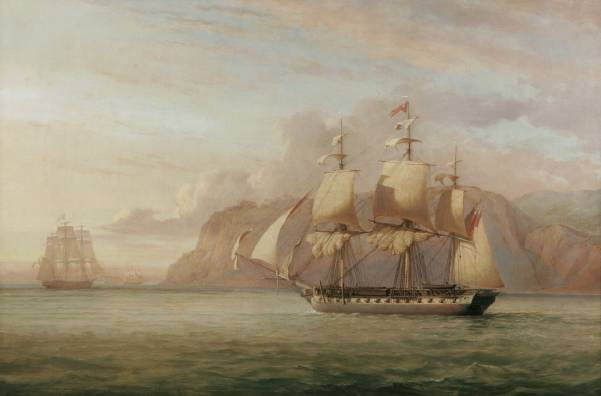
HMS Amelia Chasing the French Frigate Aréthuse 1813
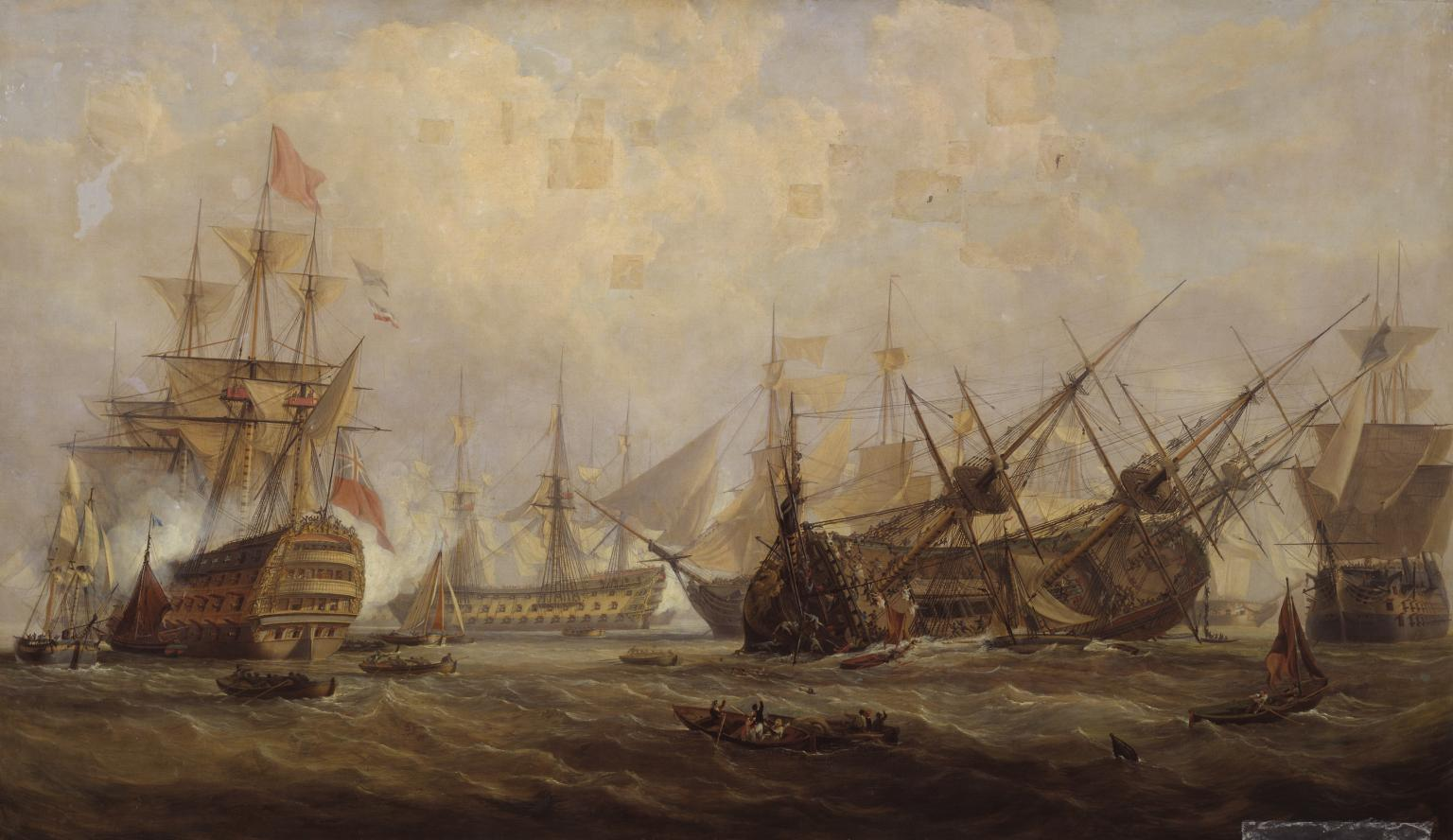
Loss of the Royal George
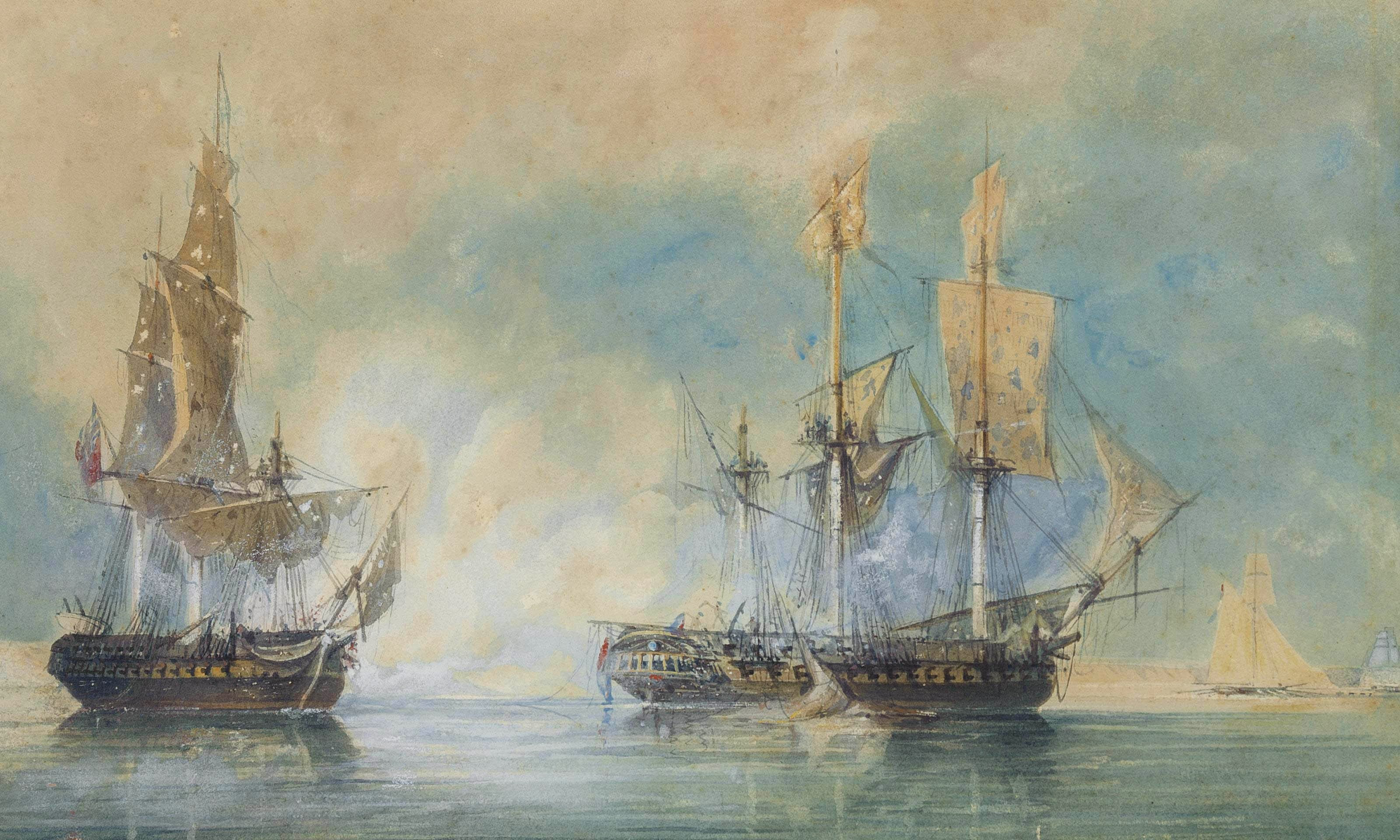
HMS Crescent, capturing the French frigate Réunion off Cherbourg, 20th October 1793